# Haditengerészeti védelmi törvény (1889)
Az 1889-es brit Haditengerészeti védelmi törvényt (Naval Defence Act 1889) Viktória királynő 1889. május 31-én szentesítette, először tette hivatalossá az akkor már hetven éve alkalmazott, híres két erő elvét (two-power standard), melynek értelmében a brit Királyi Haditengerészet (Royal Navy) harcérték, mennyiség és minőség terén, különösen a nehéz hadihajók tekintetében legalább egyenlő kellett legyen a világ két következő legerősebb haditengerészetével, 1889-ben a francia (Marine nationale) és az Orosz Császári Flottával (Российский императорский флот).

## Történelmi háttér
A two-power standard, mint elv nem hivatalosan az 1889-et megelőző 70 éveben is fennállt, de mennyiségileg ténylegesen csak az 1850-es években érte el a Royal Navy.
1888 decemberében és 1889 februárjában a brit parlament a fokozott francia és orosz flottafejlesztés tükrében haditengerészeti szakértőket hallgatott meg a Royal Navy aktuális állapotáról. Arra a következtetésre jutottak, hogy a világon a legerősebb brit haditengerészet gyenge Franciaország  és Oroszország együttes flottáihoz képest. A Brit Birodalom ekkor potenciálisan legfőbb ellenfeleinek tekintette ezt a két országot, míg franciákkal elsősorban Afrika gyarmati felosztása, addig az oroszokkal a iráni és afganisztáni befolyásért zajló hatalmi vetélkedés, a nagy játszma (The Great Game) fordította szembe. Később Franciaország és Oroszország 1891 és 1893 között szoros katonai szövetségre is lépett egymással.
Robert Arthur Talbot Gascoyne-Cecil, Salisbury márkija, konzervatív brit miniszterelnök a közvélemény és a parlament nyomásának engedve végül szabad utat adott a törvény elfogadásának.

## A flottafejlesztési program
Lord George Francis Hamilton (1845-1927), az Admiralitás első lordja (1885-1886, 1886-1892), azaz a haditengerészeti miniszter azzal érvelt a törvény mellett, hogy ezzel elrettentenék a többi nagyhatalmat  a további, számukra reménytelenné váló fegyverkezéstől, így hosszabb távon maguk a britek is jelentős megtakarítást érhetnének el a jövőben a majdan csökkenő haditengerészeti kiadások révén. A flottafejlesztés akkor horribilis, 21,5 millió font sterlinges volumene a hajógyártásba pumpálva számítások szerint komoly gazdaságélénkítő hatást váltott ki. A költségek öt évre történő finanszírozása a korábbi éves bontás helyett lehetővé tette a sokkal gyorsabb, hatékonyabb hajóépítést a riválisokhoz képest. Korábban ugyanis rendszeresen várni kellett az éves költségvetés kimerülése után, míg a parlament újabb összegeket szavaz meg a következő évre, így sokáig álltak az épülő hadihajók munkálatai.
A törvényben lefektetett brit flottafejlesztési program keretében a következő öt évre 21,5 millió font sterlinggel emelték a haditengerészeti költségvetést, ennek terhére megrendelték 10 csatahajó, 42 cirkáló, 18 torpedó-ágyúnaszád megépítését. A terv gerincét a Royal Sovereign osztály 8 db elsőosztályú csatahajója jelentette, továbbá megépült a Centurion osztály 2 db másodosztályú csatahajója, az Edgar osztály 9 db elsőosztályú cirkálója, a 29 db Apollo és Astraea típusú másodosztályú cirkáló és 4 db Pearl típusú, harmadosztályú cirkáló, és a 18 db torpedó-ágyúnaszád.

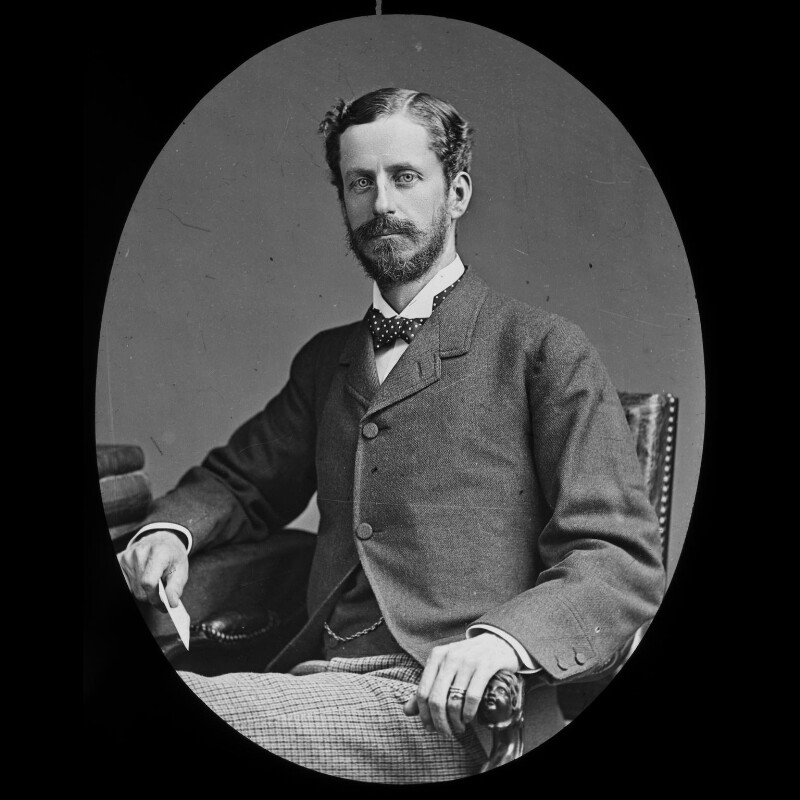
Lord George Francis Hamilton (1845-1927), az Admiralitás első lordja (1885-1886, 1886-1892).
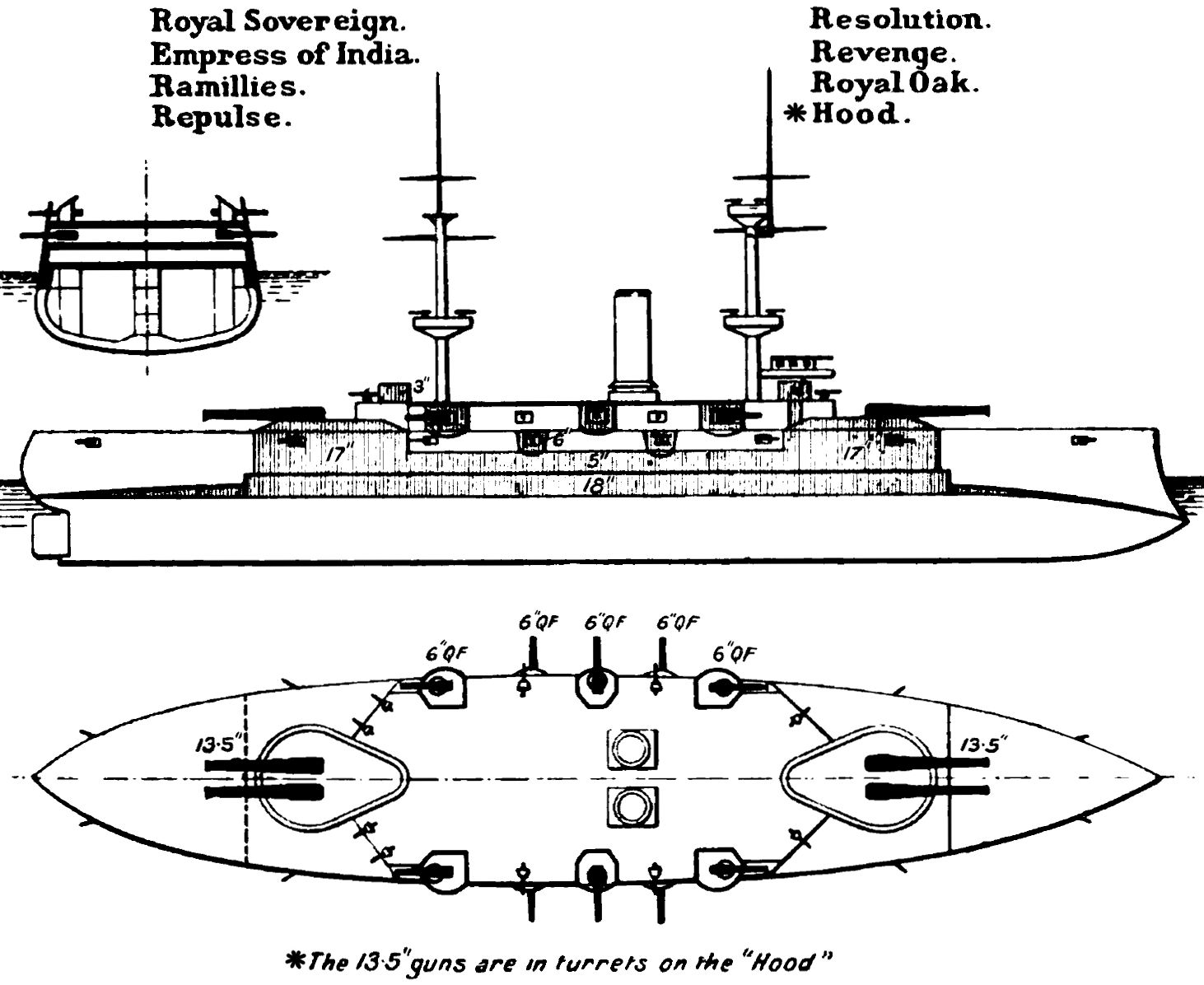
A brit Royal Sovereign osztály pre-dreadnought csatahajóinak jellegrajza, hét egység nyitott barbettákban elhelyezett fő fegyverzettel, az HMS Hood zárt lövegtornyokkal épült (Brassey's Naval Annual 1906).
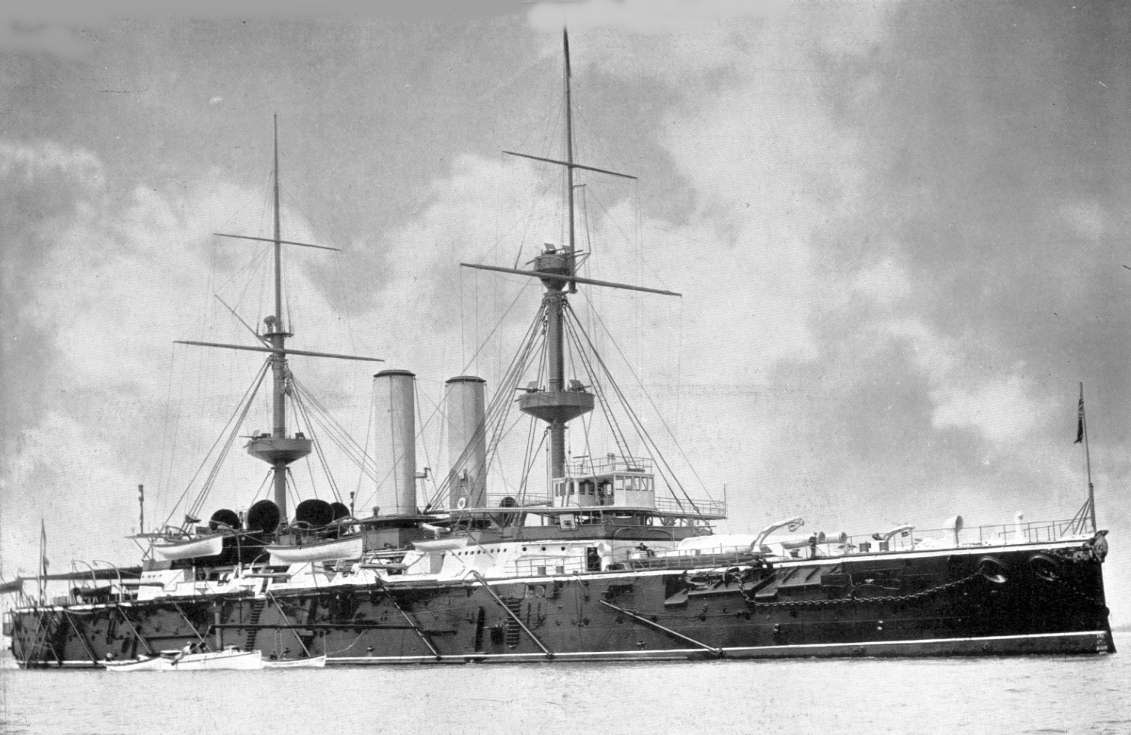
A Royal Soveregin osztályú barbettás HMS Royal Sovereign brit pre-dreadnought csatahajó 1897-ben.
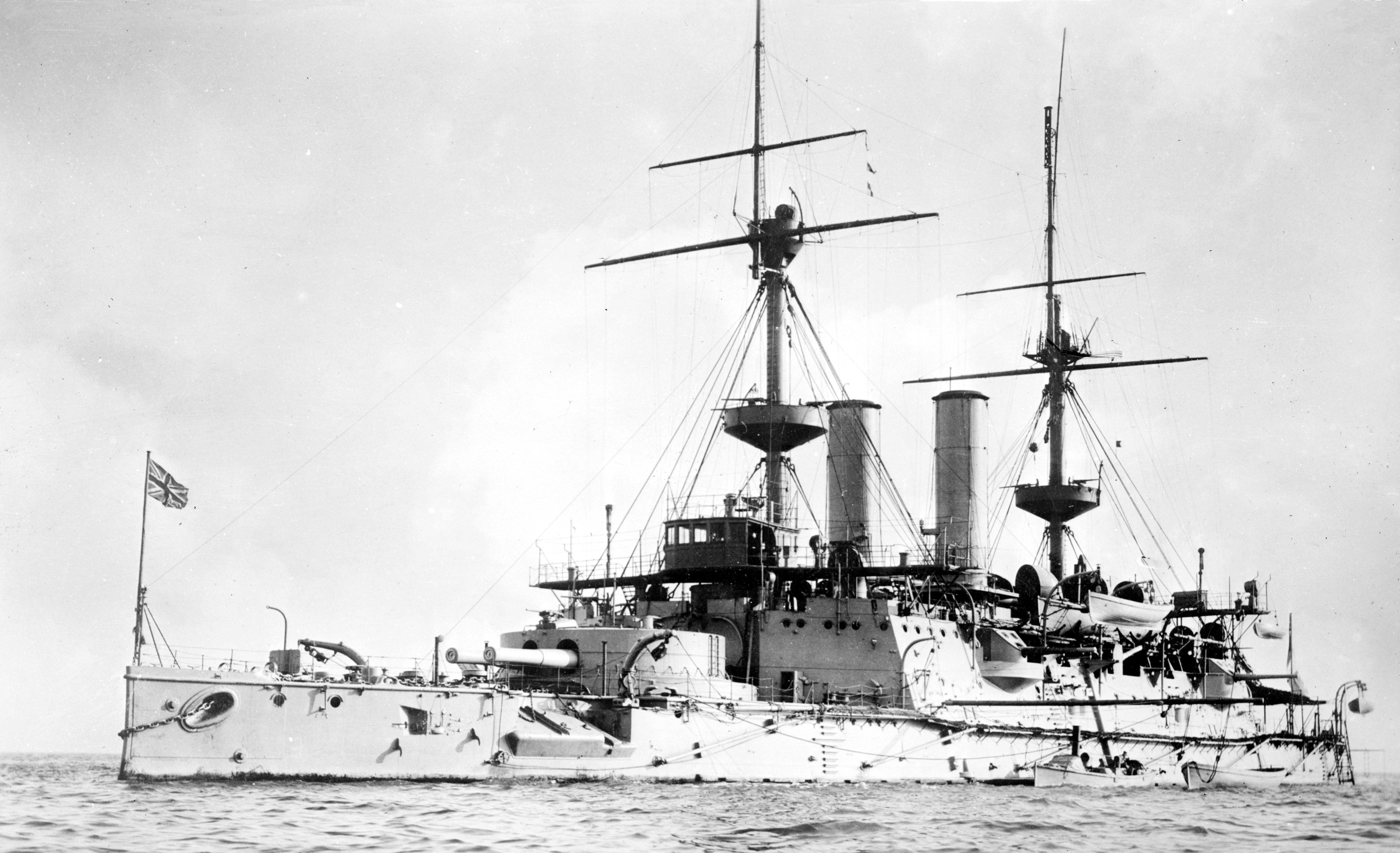
A Royal Sovereign osztályú féltestvéreinél alacsonyabb szabad oldalmagassággal, de zárt, páncélozott lövegtornyokkal ó.épített HMS Hood brit pre-dreadnought csatahajü
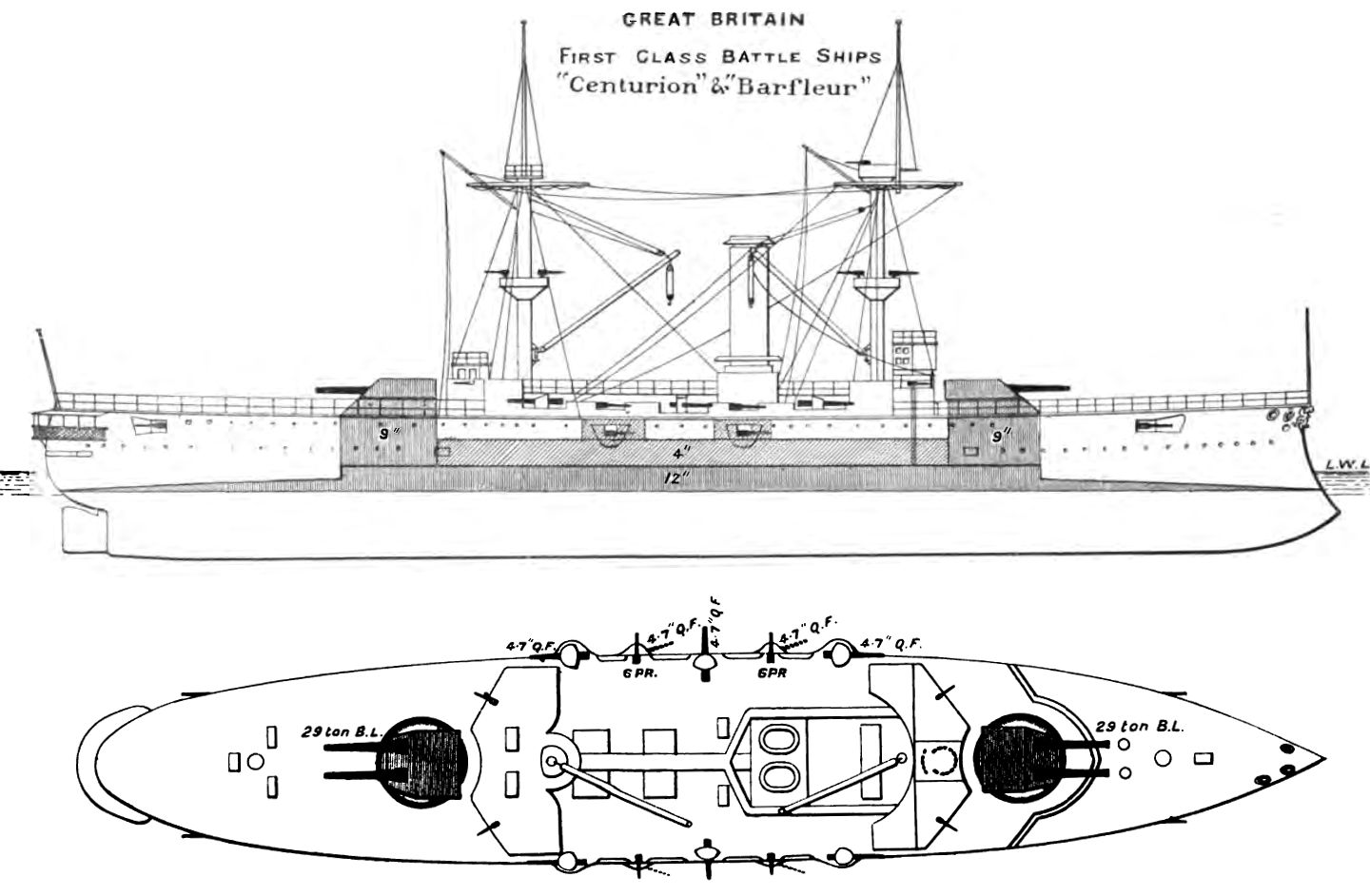
A Centurion típusú, másodosztályú brit csatahajók jellegrajza.
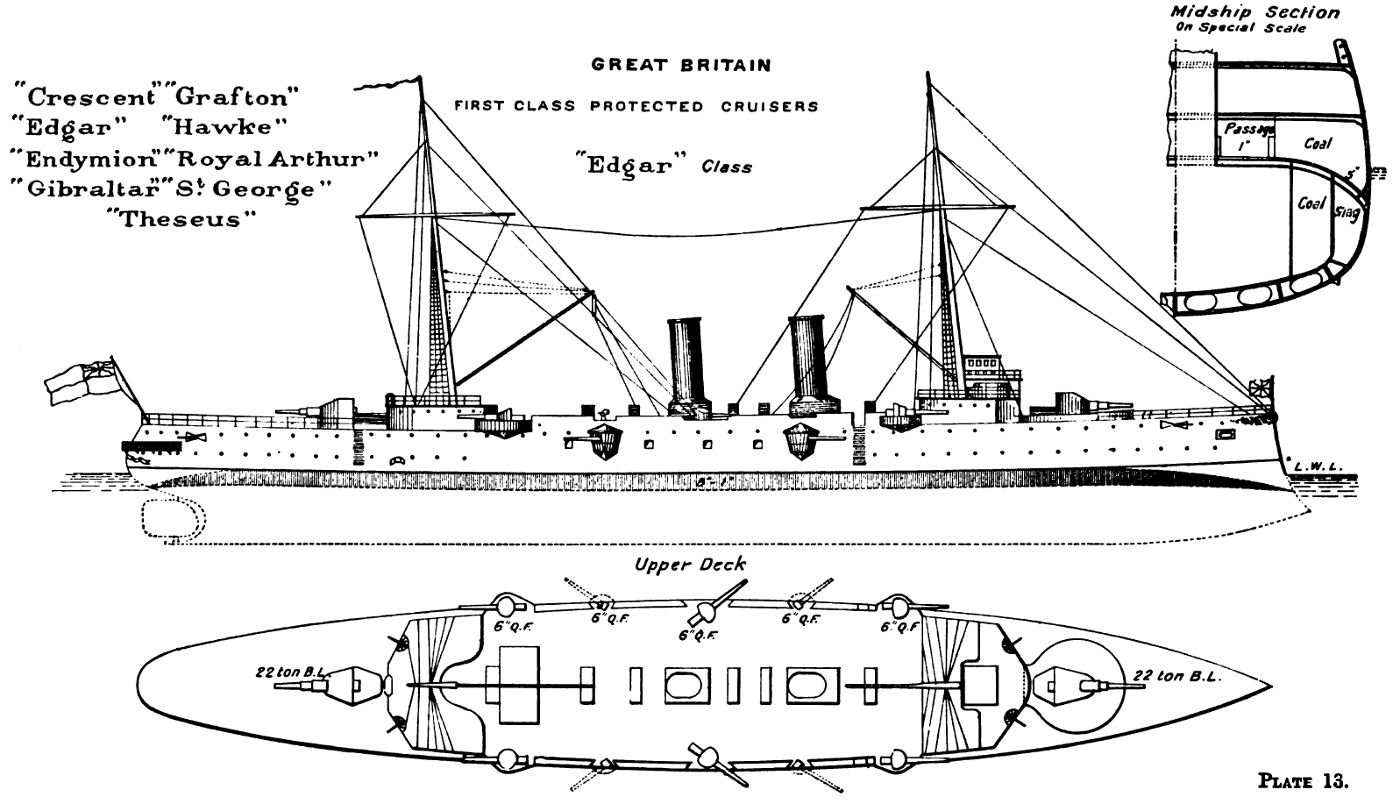
A brit Edgar osztályú elsőosztályú cirkálók jellegrajza.
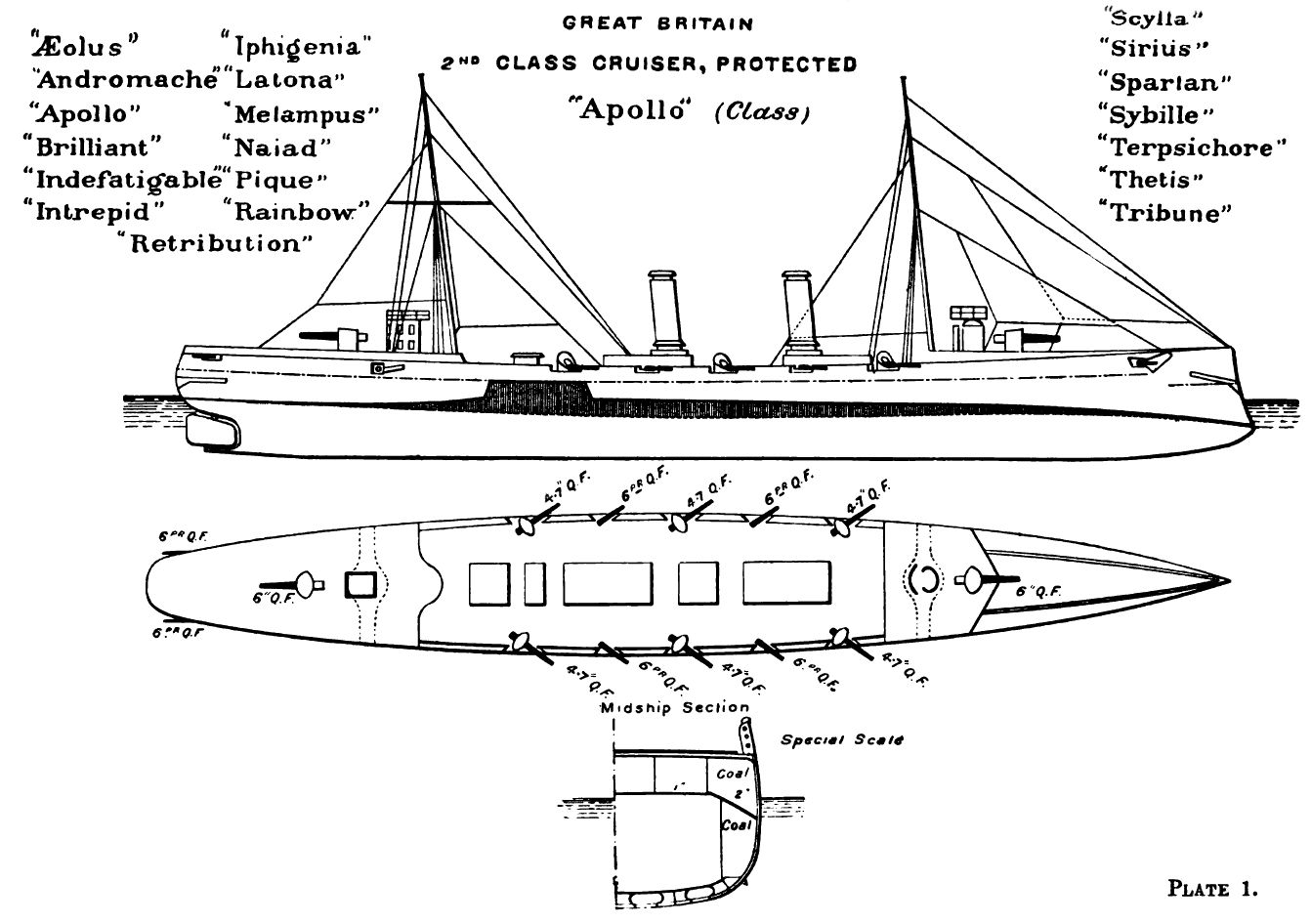
A brit Apollo típusú másodosztályú cirkálók jellegrajza.
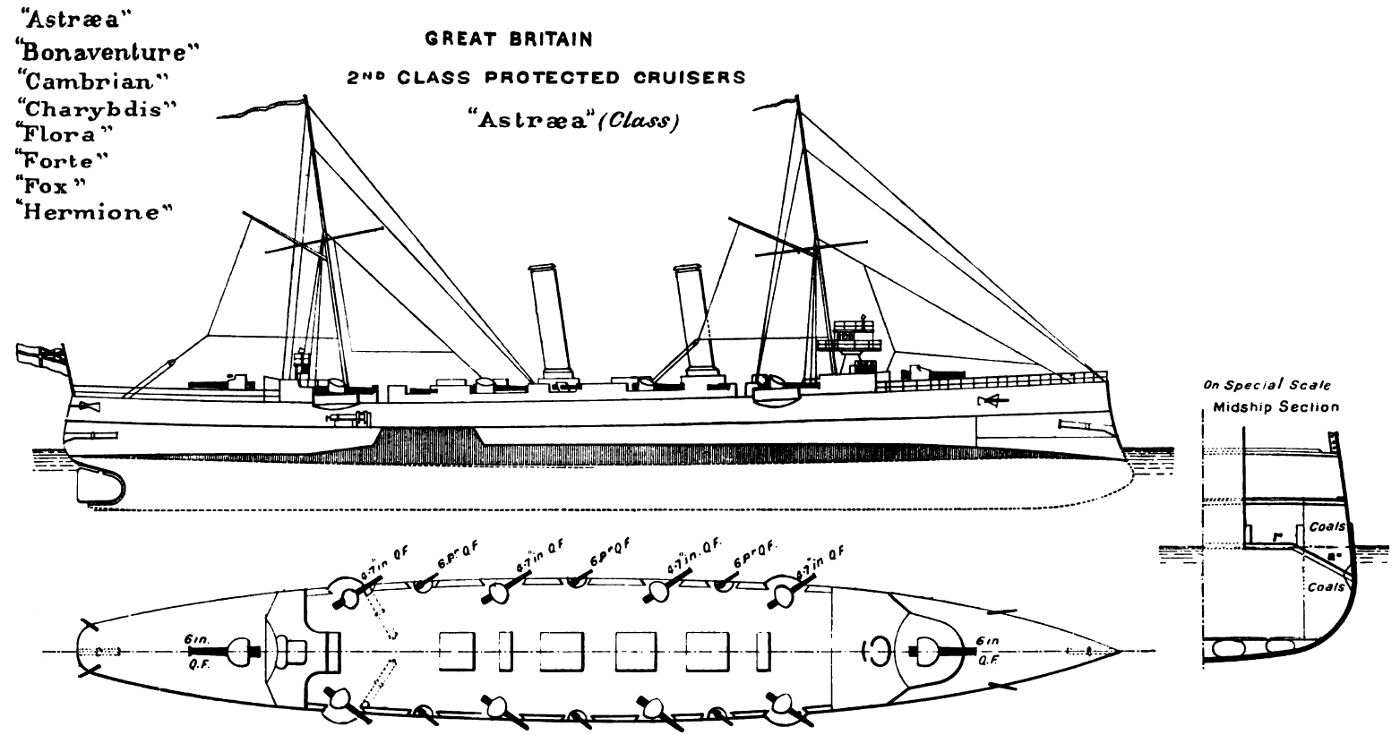
A brit Astraea típusú, másodosztályú cirkálók jellegrajza.
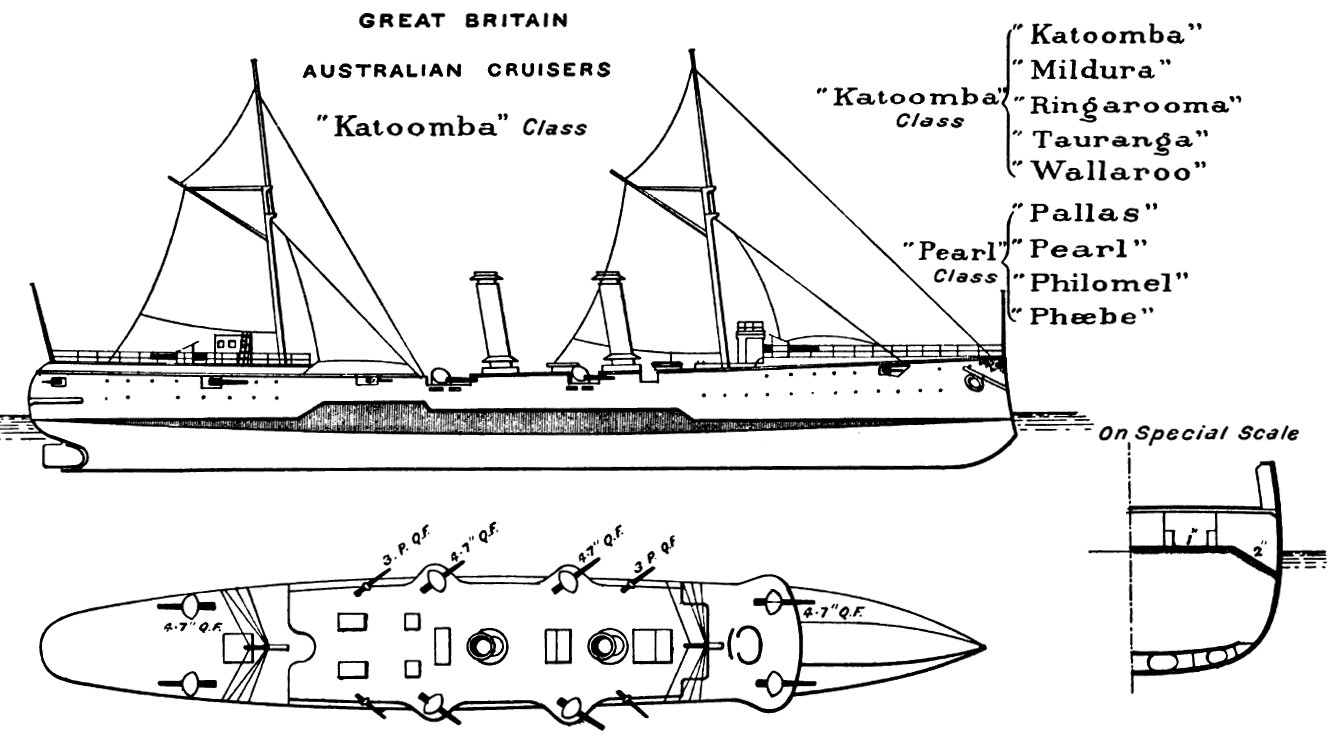
A brit Pearl típusú, harmadosztályú cirkálók jellegrajza.

## Következményei
Az 1889-es Haditengerészeti védelmi törvény azon a téren kudarcot vallott, hogy elrettentse a riválisokat a további flottafejlesztéstől, hiszen válaszul mind a franciák, mind az oroszok növelték flottájuk méretét, továbbá a német (Kaiserliche Marine) és az amerikai (United States Navy) fokozott hadihajó építésbe kezdett. Franciaország közvetlenül az 5 pre-dreadnought csatahajóból ( Masséna, Charles Martel, Jauréguiberry, Bouvet és a Carnot) álló Mintaflotta (Flotte d'échantillons) programjával válaszolt. Franciaország és Oroszország 1893-1894-től 12 új csatahajót épített a 10 brittel szemben, azonban a brit hajók jóval nagyobb harcértéket képviseltek riválisaiknál, valamint szintén döntő tényező volt, hogy a francia flotta két (Északi Flotta – Flotte du Nord, Mediterrán Hajóraj – Escadre de la Méditerranée), az orosz pedig három (balti flotta, fekete-tengeri és távol-keleti flották) részből állt, melyek földrajzi okokból nem igazán támogathatták egymást, így a Royal Navy fölénye még fokozottabban érvényesült. Összegezve az 1889-es Haditengerészeti védelmi törvény továbbra is biztosította Nagy-Britannia megkérdőjelezhetetlen első helyét és dominanciáját a világ tengeri hatalmai között. 1894-ben egy újabb 34 millió font sterlinges programot indított a liberális kormány, az Admiralitás első lordja, John Poyntz Spencer, Spencer earlje irányításával (Spencer Programme).